# 北緯54度線
北緯54度線（ほくい54どせん）は、地球の赤道面より北に地理緯度にして54度の角度を成す緯線。ヨーロッパ、アジア、太平洋、北アメリカ、大西洋を通過する。
この緯度の下では、夏至点時の可照時間は17時間9分で、冬至点時は7時間22分である。
イドリースィーは1154年に作成した世界地図『Kharitat al-'alam al-ma'mour min al-ard』において、北緯54度以北は寒冷と降雪により居住不可能と記述している。

## 通過する地域一覧
北緯54度線は、本初子午線から東に向かって以下の場所を通っている。
| 地理座標                                               | 国土・領土・領海     | 備考 |
| ------------------------------------------------------ | -------------------- | --- |
| 北緯54度0分 東経0度0分 / 北緯54.000度 東経0.000度      | 北海                 | |
| 北緯54度0分 東経8度52分 / 北緯54.000度 東経8.867度     | ドイツ               | |
| 北緯54度0分 東経10度47分 / 北緯54.000度 東経10.783度   | バルト海             | リューベック湾 |
| 北緯54度0分 東経11度1分 / 北緯54.000度 東経11.017度    | ドイツ               | |
| 北緯54度0分 東経11度12分 / 北緯54.000度 東経11.200度   | バルト海             | ヴィスマール湾（英語版） |
| 北緯54度0分 東経11度23分 / 北緯54.000度 東経11.383度   | ドイツ               | ポエル島（英語版）、本土、ウーゼドム島 |
| 北緯54度0分 東経14度6分 / 北緯54.000度 東経14.100度    | バルト海             | |
| 北緯54度0分 東経14度38分 / 北緯54.000度 東経14.633度   | ポーランド           | ボリン（英語版）、本土 |
| 北緯54度0分 東経23度29分 / 北緯54.000度 東経23.483度   | リトアニア           | |
| 北緯54度0分 東経24度36分 / 北緯54.000度 東経24.600度   | ベラルーシ           | 約7km |
| 北緯54度0分 東経24度43分 / 北緯54.000度 東経24.717度   | リトアニア           | 約8km |
| 北緯54度0分 東経24度50分 / 北緯54.000度 東経24.833度   | ベラルーシ           | ミンスクの北を通過 |
| 北緯54度0分 東経31度52分 / 北緯54.000度 東経31.867度   | ロシア               | |
| 北緯54度0分 東経61度15分 / 北緯54.000度 東経61.250度   | カザフスタン         | |
| 北緯54度0分 東経61度34分 / 北緯54.000度 東経61.567度   | ロシア               | 約5km |
| 北緯54度0分 東経61度39分 / 北緯54.000度 東経61.650度   | カザフスタン         | 約7km |
| 北緯54度0分 東経61度46分 / 北緯54.000度 東経61.767度   | ロシア               | 約4km |
| 北緯54度0分 東経61度49分 / 北緯54.000度 東経61.817度   | カザフスタン         | 約6km |
| 北緯54度0分 東経61度54分 / 北緯54.000度 東経61.900度   | ロシア               | 約8km |
| 北緯54度0分 東経62度1分 / 北緯54.000度 東経62.017度    | カザフスタン         | |
| 北緯54度0分 東経62度25分 / 北緯54.000度 東経62.417度   | ロシア               | 約14km |
| 北緯54度0分 東経62度38分 / 北緯54.000度 東経62.633度   | カザフスタン         | |
| 北緯54度0分 東経72度24分 / 北緯54.000度 東経72.400度   | ロシア               | 約19km |
| 北緯54度0分 東経72度42分 / 北緯54.000度 東経72.700度   | カザフスタン         | |
| 北緯54度0分 東経73度4分 / 北緯54.000度 東経73.067度    | ロシア               | |
| 北緯54度0分 東経73度31分 / 北緯54.000度 東経73.517度   | カザフスタン         | 約15km |
| 北緯54度0分 東経73度44分 / 北緯54.000度 東経73.733度   | ロシア               | |
| 北緯54度0分 東経75度29分 / 北緯54.000度 東経75.483度   | カザフスタン         | |
| 北緯54度0分 東経76度32分 / 北緯54.000度 東経76.533度   | ロシア               | バイカル湖を通過 |
| 北緯54度0分 東経137度30分 / 北緯54.000度 東経137.500度 | オホーツク海         | |
| 北緯54度0分 東経138度46分 / 北緯54.000度 東経138.767度 | ロシア               | |
| 北緯54度0分 東経140度12分 / 北緯54.000度 東経140.200度 | オホーツク海         | サハリン湾 |
| 北緯54度0分 東経142度36分 / 北緯54.000度 東経142.600度 | ロシア               | 樺太 - サハリン州 |
| 北緯54度0分 東経142度55分 / 北緯54.000度 東経142.917度 | オホーツク海         | |
| 北緯54度0分 東経155度53分 / 北緯54.000度 東経155.883度 | ロシア               | カムチャツカ半島 |
| 北緯54度0分 東経159度56分 / 北緯54.000度 東経159.933度 | 太平洋               | |
| 北緯54度0分 東経169度30分 / 北緯54.000度 東経169.500度 | ベーリング海         | |
| 北緯54度0分 西経166度47分 / 北緯54.000度 西経166.783度 | アメリカ合衆国       | アラスカ州 - ウナラスカ島 |
| 北緯54度0分 西経166度21分 / 北緯54.000度 西経166.350度 | 太平洋               | アラスカ湾 - アメリカ合衆国アラスカ州ユナルガ島（英語版）の北を通過。アクタン島、ルートク島、アヴァタナク島、チガルダ島（英語版）の南を通過 |
| 北緯54度0分 西経133度6分 / 北緯54.000度 西経133.100度  | カナダ               | ブリティッシュコロンビア州 - グラハム島（英語版）                                                                                           |
| 北緯54度0分 西経131度41分 / 北緯54.000度 西経131.683度 | ヘキト海峡（英語版） | |
| 北緯54度0分 西経130度40分 / 北緯54.000度 西経130.667度 | カナダ               | ブリティッシュコロンビア州 - ポーチャー島（英語版）、ケネディ島、本土 アルバータ州 サスカチュワン州 マニトバ州 オンタリオ州                 |
| 北緯54度0分 西経82度14分 / 北緯54.000度 西経82.233度   | ジェームズ湾         | |
| 北緯54度0分 西経78度58分 / 北緯54.000度 西経78.967度   | カナダ               | ケベック州 ニューファンドランド・ラブラドール州                                                                                             |
| 北緯54度0分 西経57度16分 / 北緯54.000度 西経57.267度   | 大西洋               | |
| 北緯54度0分 西経10度12分 / 北緯54.000度 西経10.200度   | アイルランド         | アキル島（英語版）、本土 |
| 北緯54度0分 西経6度7分 / 北緯54.000度 西経6.117度      | アイリッシュ海       | マン島の南を通過 |
| 北緯54度0分 西経2度54分 / 北緯54.000度 西経2.900度     | イギリス             | イングランド |
| 北緯54度0分 西経0度13分 / 北緯54.000度 西経0.217度     | 北海                 | |